# A Lawless Street
A Lawless Street is een Amerikaanse western uit 1955 onder regie van Joseph H. Lewis. Destijds werd de film in Nederland uitgebracht onder de titel Vallei der wetteloosheid.

## Verhaal
Sheriff Calem Wave trekt door het Wilde Westen en bevrijdt steden van bandieten. Zijn vrouw wil hem verlaten, als hij niet meer tijd aan haar spendeert. Hij is vastbesloten om nog een laatste stad te verlossen van een bende.

## Rolverdeling
| Acteur          | Personage       |
| --------------- | --------------- |
| Randolph Scott  | Calem Ware      |
| Angela Lansbury | Tally Dickenson |
| Warner Anderson | Hamer Thorne    |
| Jean Parker     | Cora Dean       |
| Wallace Ford    | Dr. Amos Wynn   |
| John Emery      | Cody Clark      |
| James Bell      | Asaph Dean      |
| Ruth Donnelly   | Molly Higgins   |
| Michael Pate    | Harley Baskam   |
| Don Megowan     | Dooley Brion    |
| Jeanette Nolan  | Dingo Brion     |